# How Will I Know If Heaven Will Find Me?
How Will I Know if Heaven Will Find Me? is het derde studioalbum van de Britse alternatieve-rockband The Amazons. Het album werd op 9 september 2022 uitgebracht via Fiction Records en Universal Music Group.

## Muziek en compositie
Het album is door critici omschreven als een album met talrijke genre-invloeden, waaronder elementen van countryrock en Americana, maar ook janglepop, indiepop, arenarock en poprock.

## Ontvangst
How Will I Know if Heaven Will Find Me? heeft over het algemeen positieve kritieken gekregen van hedendaagse muziekcritici.
In een positieve recensie van Gigwise gaf Karl Blakesley het album negen sterren op tien, waarbij hij het album samenvatte als "een volkomen gelukzalige" en "enorm opbeurende plaat". Blakesley omschreef How Will I Know if Heaven Will Find Me? als "een compleet contrast met de duisternis van vorig album Future Dust, op HWIKIHWFM ontdekt de band helderder en diepgaander sonisch terrein. De harde heavy riffs zijn deze keer grotendeels op de achtergrond geraakt en vervangen door een grotere focus op de songcraft en enkele merkbare country/Americana-invloeden."
Siobhán Kane, schrijvend voor The Irish Times, gaf How Will I Know if Heaven Will Find Me? een positieve recensie en gaf het album vier sterren op vijf. Kane beschreef het album als een "expansief" album met een ecletische mix van genres, waarbij ze specifiek zei dat het album "een jangly gitaar-led soundscape" had, evenals "broken beats en heldere gitaren die dansen rond Thomson's zang met folk-invloed". Kane vatte het album samen als "een en al indiepop vreugde".
In een gemengde recensie deed Rhys Buchanan van NME het album af als een album vol "stadionklare anthems" en dat "de band uit Reading niet van plan is om met album drie aan de formule te morrelen." Buchanan gaf How Will I Know if Heaven Will Find Me? drie sterren op vijf. John Earls, schrijvend voor Record Collector, gaf ook een gemengde beoordeling van het album. Earls zei: "Meestal is de band blij met stevige would-be epics in de trant van hun bijna-hit 'Junk Food Forever'. Al doen ze soms te veel moeite om The Joshua Tree te evenaren."

## Tracklist
| Nr.            | Titel                           | Duur  |
| -------------- | ------------------------------- | ----- |
| 1.             | "How Will I Know?"              | 3:59  |
| 2.             | "Bloodrush"                     | 3:58  |
| 3.             | "Say It Again"                  | 4:15  |
| 4.             | "There's a Light"               | 4:18  |
| 5.             | "Northern Star"                 | 4:47  |
| 6.             | "Wait for Me"                   | 2:57  |
| 7.             | "One by One"                    | 3:57  |
| 8.             | "Ready for Something"           | 3:57  |
| 9.             | "For the Night"                 | 4:11  |
| 10.            | "In the Morning"                | 3:36  |
| 11.            | "I'm Not Ready"                 | 3:52  |
| Totale duur:   | Totale duur:                    | 43:47 |
| Deluxe Edition |                                 |       |
| Nr.            | Titel                           | Duur  |
| 12.            | "How Will I Know?" (Edit)       | 3:38  |
| 13.            | "Bloodrush" (Edit)              | 3:37  |
| 14.            | "How Will I Know?" (Akoestisch) | 3:44  |
| 15.            | "Bloodrush" (Akoestisch)        | 3:32  |
| 16             | "Wait for Me" (Akoestisch)      | 3:24  |
| Totale duur:   | Totale duur:                    | 61:42 |

## Medewerkers
- Greg Calbi – mastering
- Jim Abbiss – producer